# Welsperg (Adelsgeschlecht)

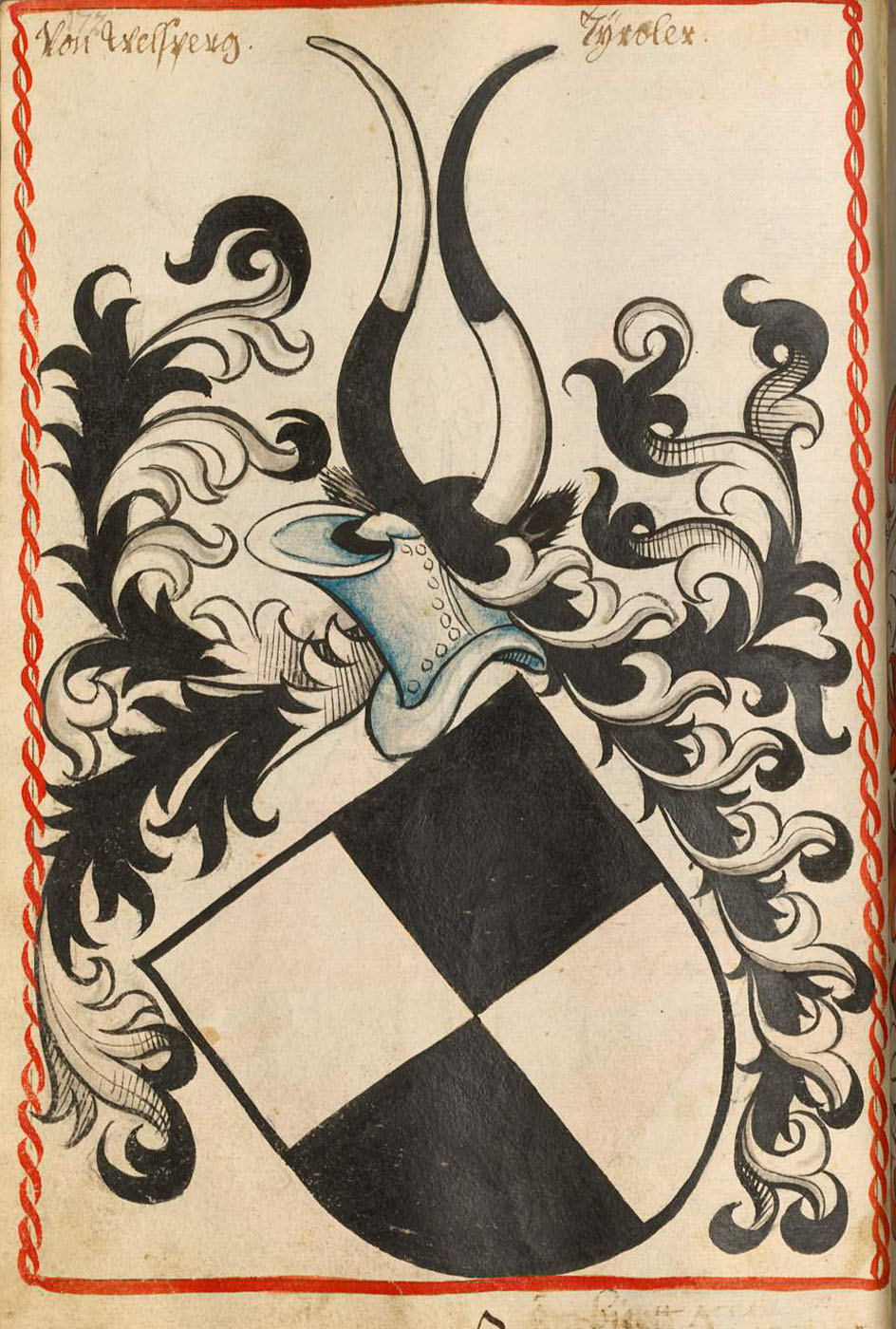
Stammwappen derer von Welsperg (Scheiblersches Wappenbuch)

Welsperg auch Welsberg von Primör und Raitenau, alternative Schreibweisen Welfesberch, Belsperg, Wellsperg, Welschperg, war ein Tiroler Uradelsgeschlecht aus dem Pustertal. Die Familie, welche 1539 in den Reichsfreiherrenstand und 1693 in den Reichsgrafenstand erhoben wurde, ist 1907 im Mannesstamm erloschen. Erbe war ein Zweig der Grafen von Thun-Hohenstein, durch Adoption Thun-Hohenstein-Welsperg. Seit 2010 befindet sich das Archiv Welsperg im Besitz des Landes Südtirol.

## Geschichte
Einer alten Sage nach soll das Geschlecht aus Etrurien oder der Toskana stammen und von dort vertrieben nach Tirol gezogen sein. Zwischen 1126 und 1140 ließen die Brüder Schwikher und Otto († 1158) Schloss Welsperg im Pustertal errichten. Die alte Namensform „Welfesperg“ führte zu der Annahme einer sonst unbelegten Abstammung auf die Welfen. Deren Nachkommen dienten als Ministeriale der Grafen von Görz und der Grafen von Tirol. In einem Teilungsvertrag vom 4. März 1271 erscheint Heinrich von Welfesperg. 1289 belehnte Albert Graf von Görz Nikolaus von Welsperg mit der Burg Heinfels. Die gesicherte Stammreihe beginnt mit Ulrich von Welsperg vermählt mit Gisela von Velthurns, welcher um 1280 lebte. 1318 wurde Hans von Welsperg von den Grafen von Görz mit dem Oberhaus von Welsperg belehnt. 1359 kaufte Georg von Welsperg die gegenüber von Welsperg liegende Burg Thurn.
Georg von Welsperg, Kammermeister von Herzog Leopold IV., empfing Castel Pietra und das damit verbundene Gericht zu Primör erst als Pfandlehen und ab 1401 als Lehen um 4.000 Goldgulden. 1472 erscheinen erstmals Mitglieder in der Tiroler Landesmatrikel. Der Sohn von Georg, Kaspar von Welsperg erzeugte mit Ursula von Villanders die Söhne Johann (III.) und Balthasar, die Stammväter zweier Linien. Der Nachkomme von Johann in sechster Generation, Paris Ferdinand Freiherr von Welsperg, verheiratet mit Barbara Kessler von Boymont, starb kinderlos. Seit ca. 1500 führte die Familie den Titel eines Erbmarschalls des Hochstiftes Brixen. Balthasar von Welsperg, Marschall von Brixen († 1501) vermählte sich mit Dorothea von Wolkenstein und sein Sohn Christoph zu Primör mit Veronika von Neydeck zu Anger. Christoph von Welsperg, Schlosshauptmann von Rovereto, heiratete Adalberta Gräfin Fugger von Kirchberg. Am 26. März 1568 erhielt Christoph in Innsbruck von Erzherzog Ferdinand II. von Tirol die erbliche Würde eines Erblandküchen- und Stabelmeisters. Dessen Sohn Wilhelm von Welsperg (1585–1641) erhielt 1600 ein Kanonikat in Salzburg, 1627 wurde er zum Domdekan gewählt. Er stieg ebendort bis zum Statthalter auf. Ab 1628 war er Fürstbischof von Brixen.
Die Söhne von Sigmund, Jakob Hannibal und Sigmund Wolf von Welsperg, wurden Gründer zwei neuer Linien zu Primör und zu Langenstein. Am 5. Juli 1570 gewährte Erzherzog Ferdinand II. von Tirol eine Wappenbesserung mit den ausgestorbenen von Primör, welche am 2. Mai 1571 von Kaiser Maximilian II. bestätigt wurde. 1571 verleiht Leonhard von Görz dem Balthasar Welsperg als ältestem Lehensträger die landesfürstliche Burg Michaelsburg samt Landgericht. Der Hauszeugmeister Christoph Sigmund von Welsperg heiratete Maria Anna Gräfin von Raitenau. Nach Aussterben der Familie der Grafen von Raitenau fiel 1671 die Herrschaft Langenstein im Hegau, welche bis 1826 in Familienbesitz verblieb, und die Herrschaft Rosegg in Kärnten an die Welsperg.  1693 ist Guidobald Pfandherr der Gerichte Landeck und Naudersberg. Am 15. April 1693 erhob ihn Kaiser Leopold I. in den erbländisch-österreichischen Grafenstand und genehmigte die Aufnahme des erledigten Wappens der ausgestorbenen von Raitenau.
Die ältere Linie erlosch mit Johann Nepomuk Maria Graf von Welsperg zu Primör (1765–1840), während die jüngere Linie von Karl Graf Welsperg von Primör und Raitenau fortgesetzt wurde. Karl war k. k. Kämmerer, Vizepräsident beim k. k. Gubernium zu Laibach in Illyrien, Oberst-Erbland-Stabel und Küchenmeister der gefürsteten Grafschaft Tirol, Herr und Landmann in Tirol, Österreich ob der Enns, Steiermark und Kärnten, sowie Kreishauptmann von Salzburg. Mit Maria Gräfin von Thun-Valsassina, verwitwete Gräfin von Stainach hatte er sechs Kinder. 1826 verkaufte er die verschuldete Herrschaft Langenstein an Großherzog Ludwig von Baden. Heinrich Karl Graf Welsperg von Primör und Raitenau (1850–1907), Sohn des k. k. Major a. D. Eugen Graf Welsperg von Primör und Raitenau (1808–1867), starb als letzter seiner Linie. Erbe war Amadeo Maria Graf von Thun-Hohenstein (* 1875), Enkel von Adelheid geb. von Welsperg, Sternkreuzdame, der in Folge einer Adoption den Namen „Thun-Hohenstein-Welsperg“ annahm.

## Besitzungen (Auswahl)

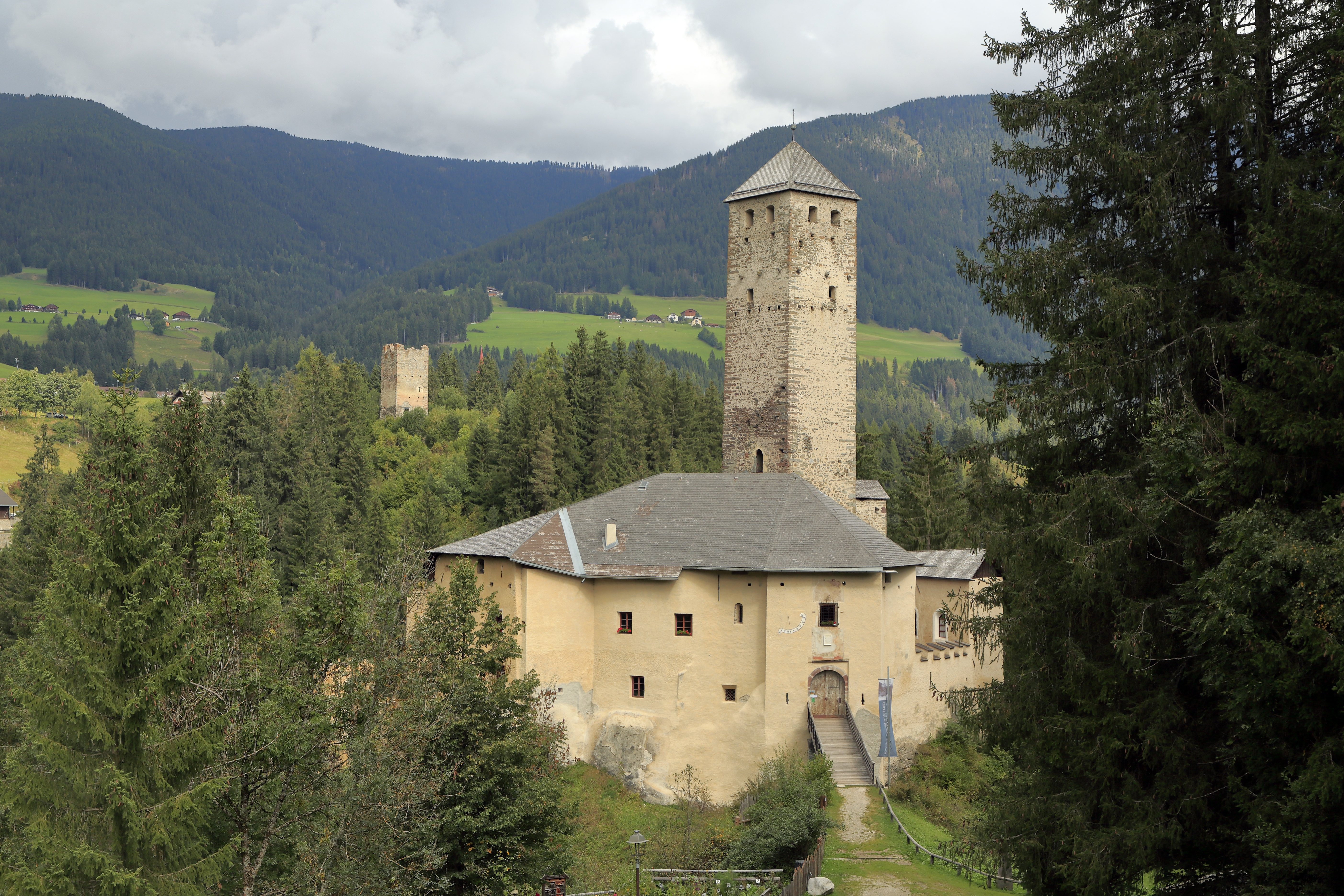
Schloss Welsperg in Welsperg

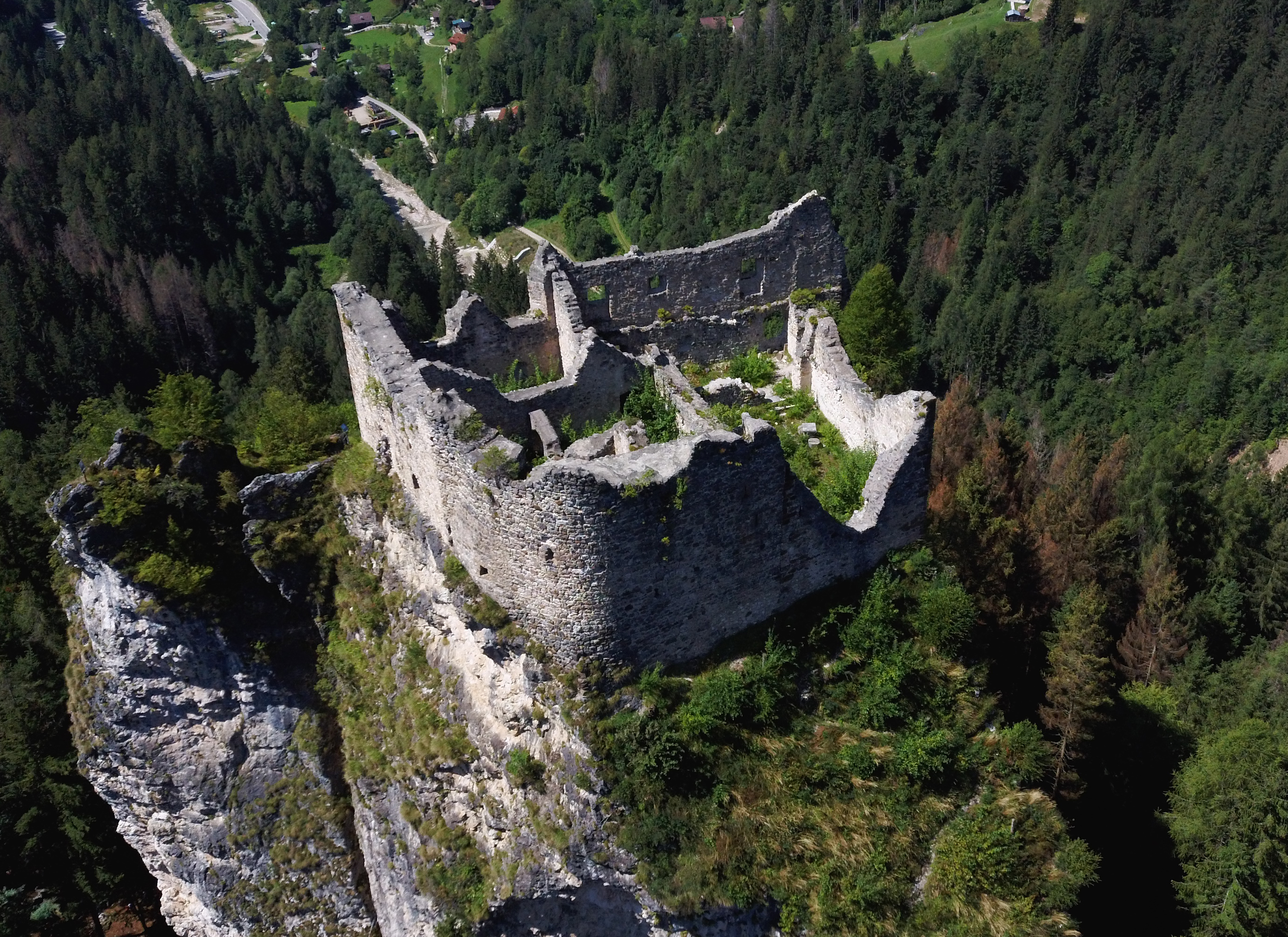
Castel Pietra in Tonadico

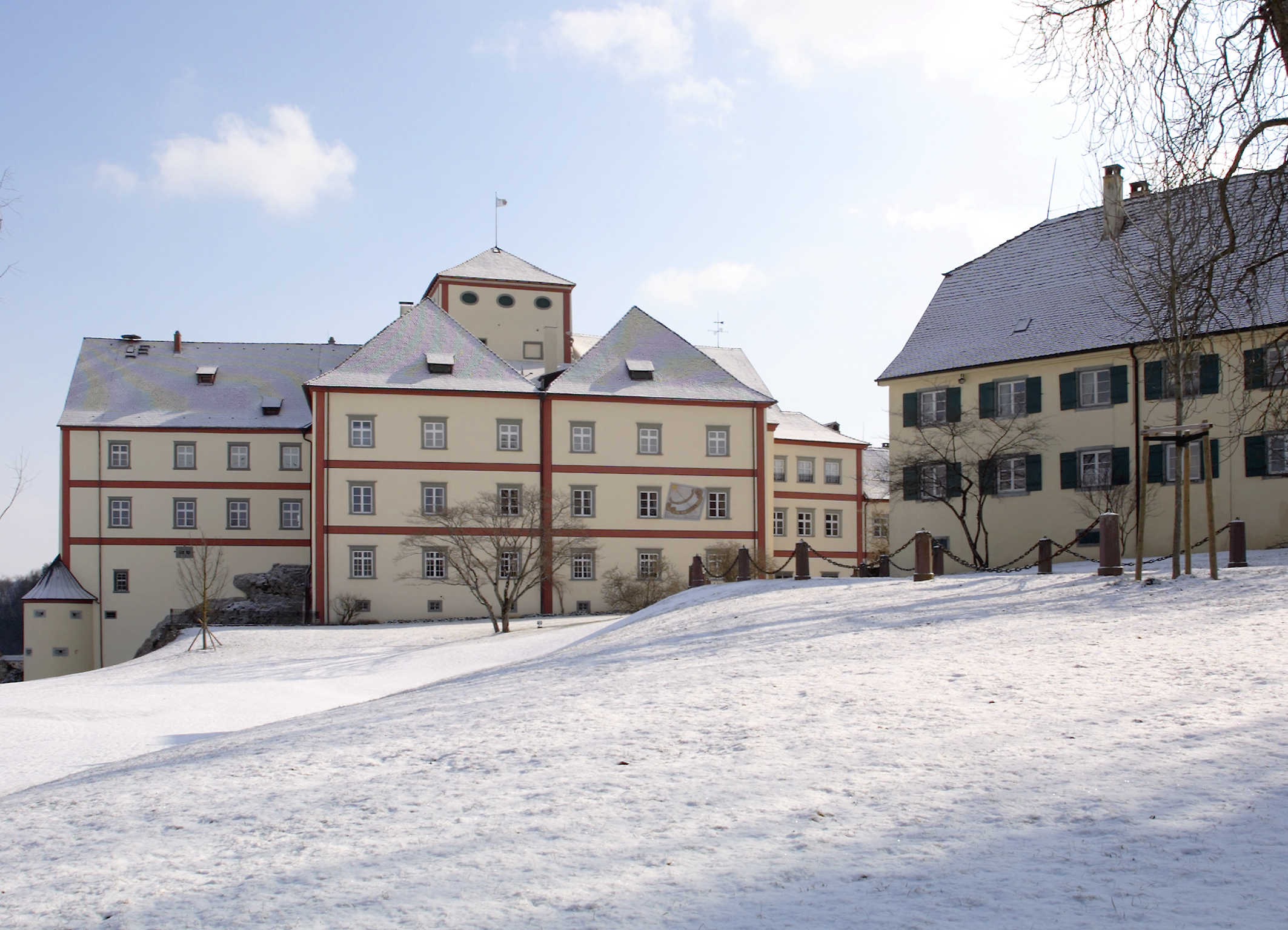
Schloss Langenstein in Orsingen-Nenzingen

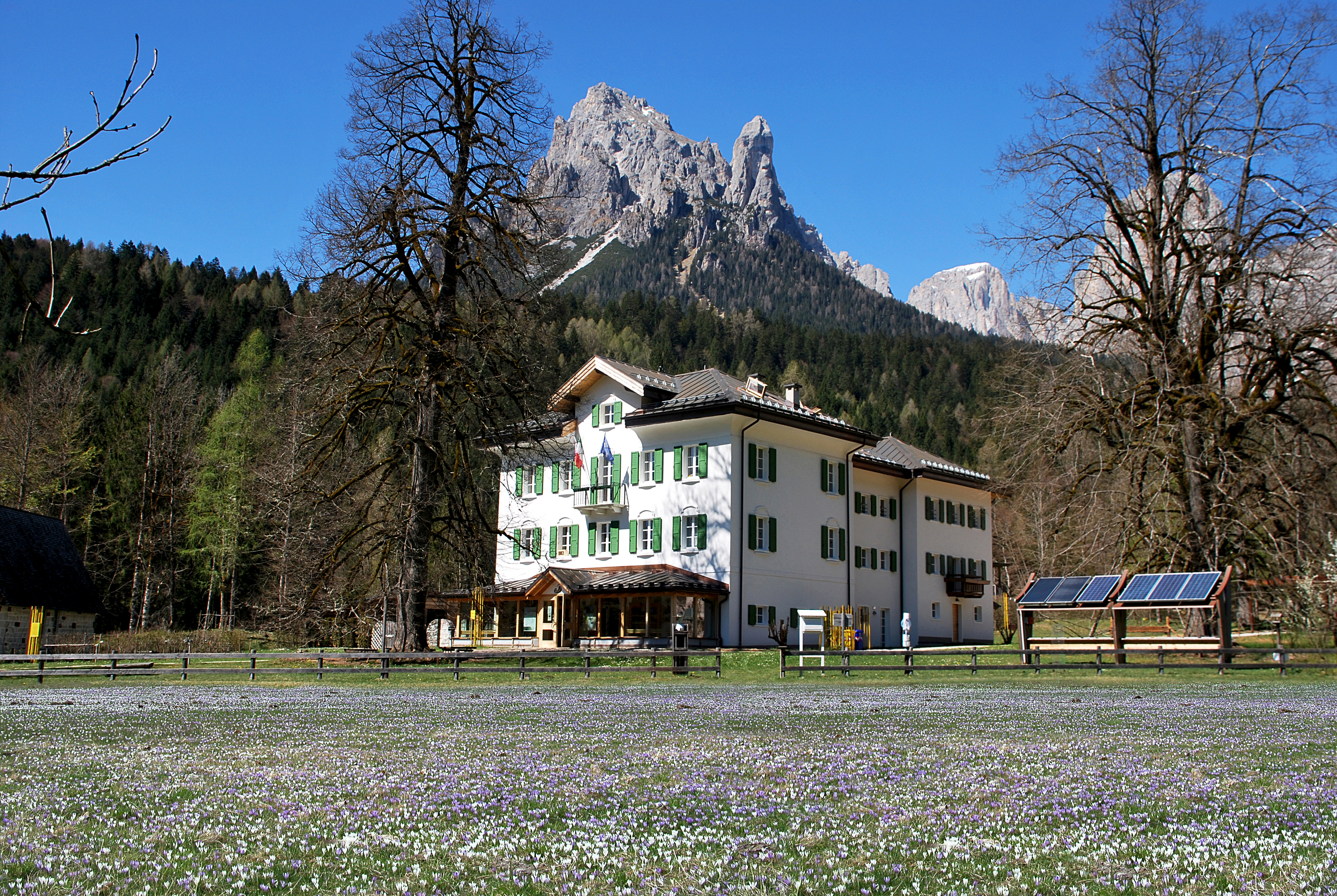
Villa Welsperg in Tonadico, heute Sitz des Naturparks Paneveggio – Pale di San Martino

- Schloss Welsperg 12. Jahrhundert bis heute (seit 1907 Thun-Hohenstein-Welsperg)
- Burgruine Thurn 13. Jahrhundert bis heute (seit 1907 Thun-Hohenstein-Welsperg)
- Castel Pietra 1401 bis heute (seit 1907 Thun-Hohenstein-Welsperg)[12]
- Ansitz Zellburg 1495 bis 17. Jahrhundert
- Burgruine Neurasen 1541 bis 1650
- Burgruine Altrasen 1555 bis heute (seit 1907 Thun-Hohenstein-Welsperg)
- Michaelsburg 1571 bis 1572
- Ansitz Mareit 16. Jahrhundert
- Schloss Langenstein 1677 bis 1826
- Burg Laudegg 1693
- Schloss Naudersberg 1693
- Villa Welsperg 1853 bis ?[13]

## Standeserhöhungen
- 3. Juli 1539 bzw. 1567: Erbländisch-österreichischer und Reichsfreiherrenstand
- 26. März 1568: Erblandküchen- und Stabelmeister
- 15. April 1693: Reichsgraf und erbländisch-österreichischer Grafenstand
- 28. August 1729: Oberösterreichischer alter Herrenstand[14]

## Wappen
- Blasonierung des Stammwappens: Von Silber und Schwarz geviert. Auf dem (gekrönten) Helm zwei Büffelhörner von Silber und Schwarz übereck geteilt. Die Helmdecken sind schwarz-silbern.
- Blasonierung des vermehrten Wappens von 1693: Geviert. Felder 1 und 4 das Stammwappen. Felder 2 und 3 in Rot ein eckig gezogener silberner Balken (Villanders). Zwei Helme: I. wie Stammwappen; II. hoher gekrönter roter Hut mit silbernem Umschlag und mit dem eckigen Balken belegt. Aus der Krone eine rote zwischen zwei silbernen Straußenfedern, die rechte Seite des Hutes ist mit einer roten über einer silbernen, die linke Seite mit einer silbernen über einer roten Straußenfeder besteckt. Die Helmdecken sind schwarz-silbern und rot-silbern.
- Blasonierung des weiter vermehrten Wappens: Geviert mit dem Stammwappen als Herzschild und zwischen den Feldern 3 und 4 eine eingepfropfte silberne Spitze mit einer schwarzen Kugel (Raitenau). In den Feldern 1 und 4 i Schwarz auf grünem Dreiberg oder Boden, einwärts ein goldener Löwe (Michaelsburg). Felder II. und III. Villanders. Vier Helme: I. gekrönt, mit schwarzem geschlossenem Flug, davor stehend der goldene Löwe (Michaelsburg); II. gekrönt, zum Stammwappen; III. gekrönt (Villanders), aus der Krone kommt jedoch eine silberne zwischen zwei roten Straußenfedern und der Hut hat an jeder Seite drei dergleichen Federn silbern-rot-silbern; IV. eine schwarze Kugel, besteckt mit 5 Straußenfedern, silbern-schwarz-silbern-schwarz-silbern, auf einem schwarzen, silbern gewecktem Kissen (Rautenau). Die Helmdecken sind I., II. und IV. schwarz-silbern sowie III. rot-silbern.

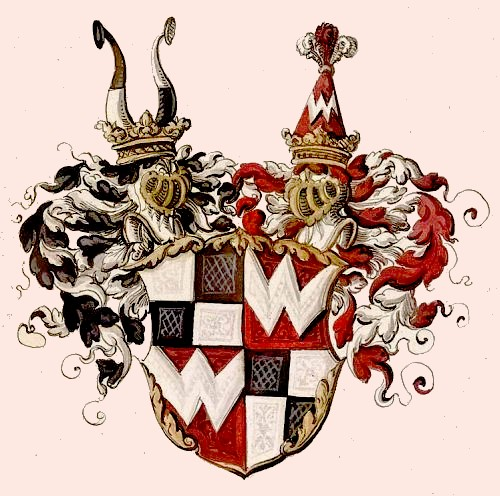
Wappen von Christoph Freiherr von Welsberg
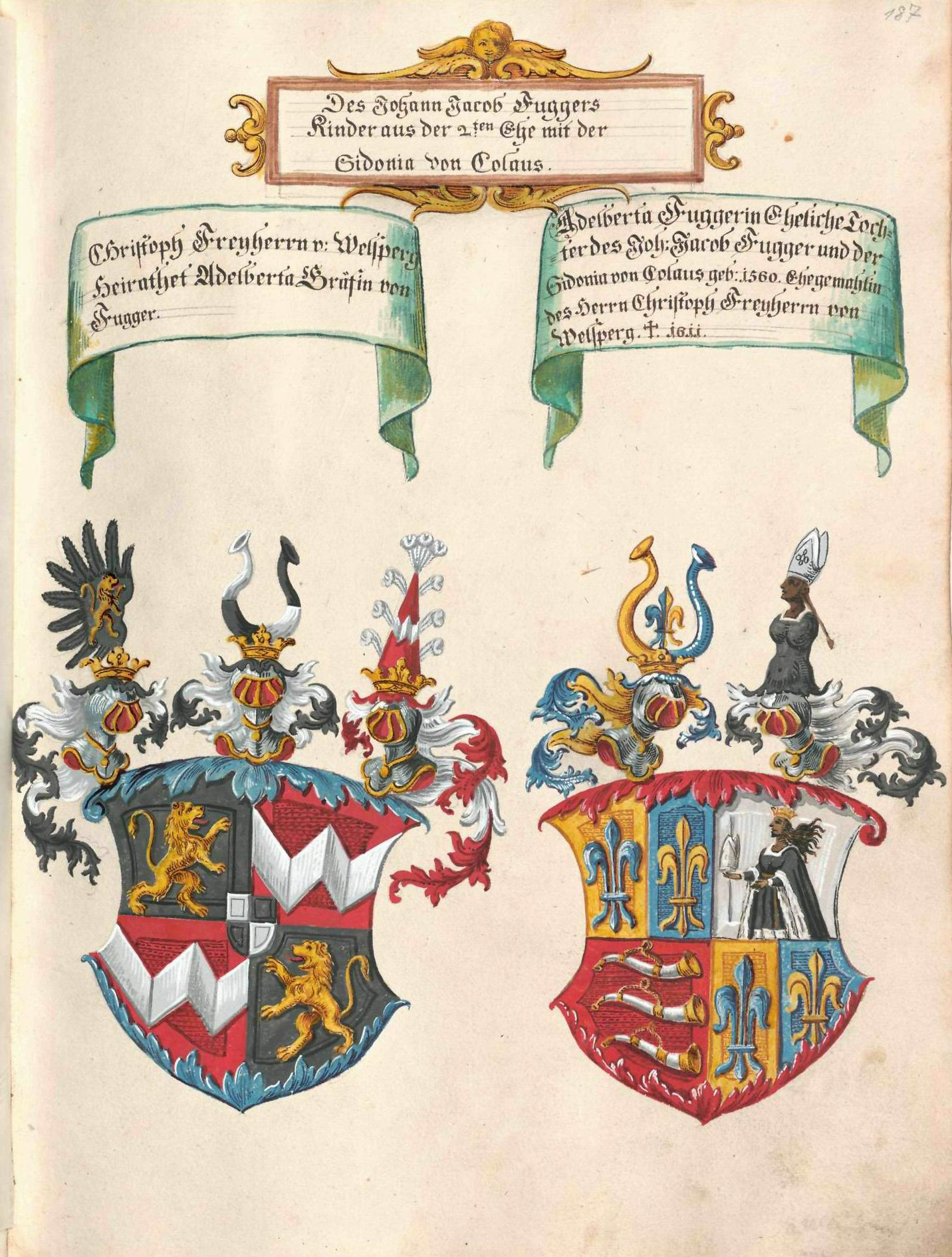
Wappen von Christoph Freiherr von Welsperg und Adelberta Fugger
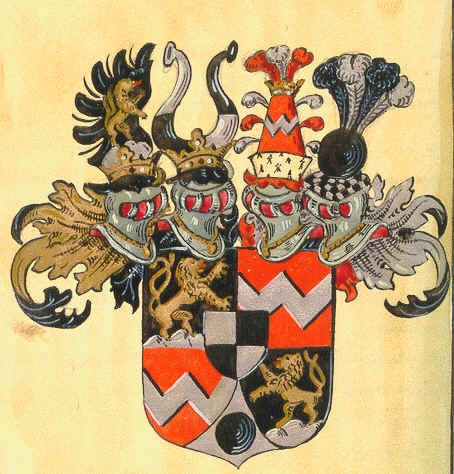
Gemehrtes Wappen der Welsperg mit Herzschild
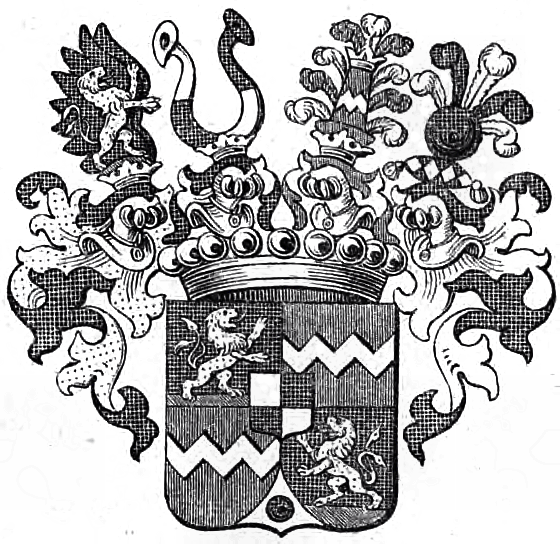
Wappen der Grafen Welsperg von Primör und Raitenau
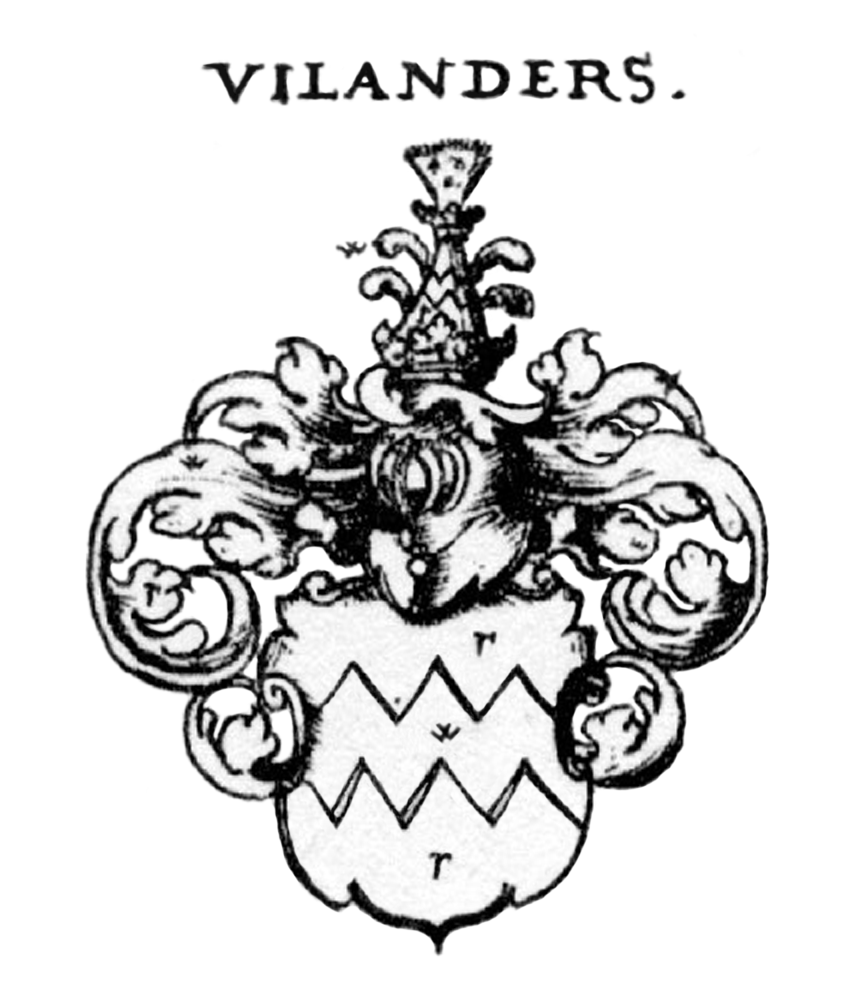
Wappen der Herren von Villanders
Wappen der Gemeinde Welsberg-Taisten
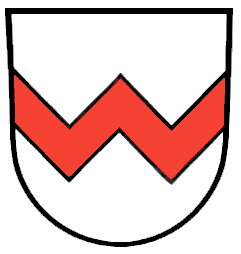
Wappen der Gemeinde Volkertshausen

- Das Stammwappen der Welsperg wird heute von der Gemeinde Welsberg-Taisten als Gemeindewappen verwendet.[15]

- Die Zickzackbalken aus dem Wappen der Gemeinde Volkertshausen sind dem zweiten und dritten Feld des gräflich-welsbergischen Wappens entlehnt.[16]

## Genealogie (Auswahl)

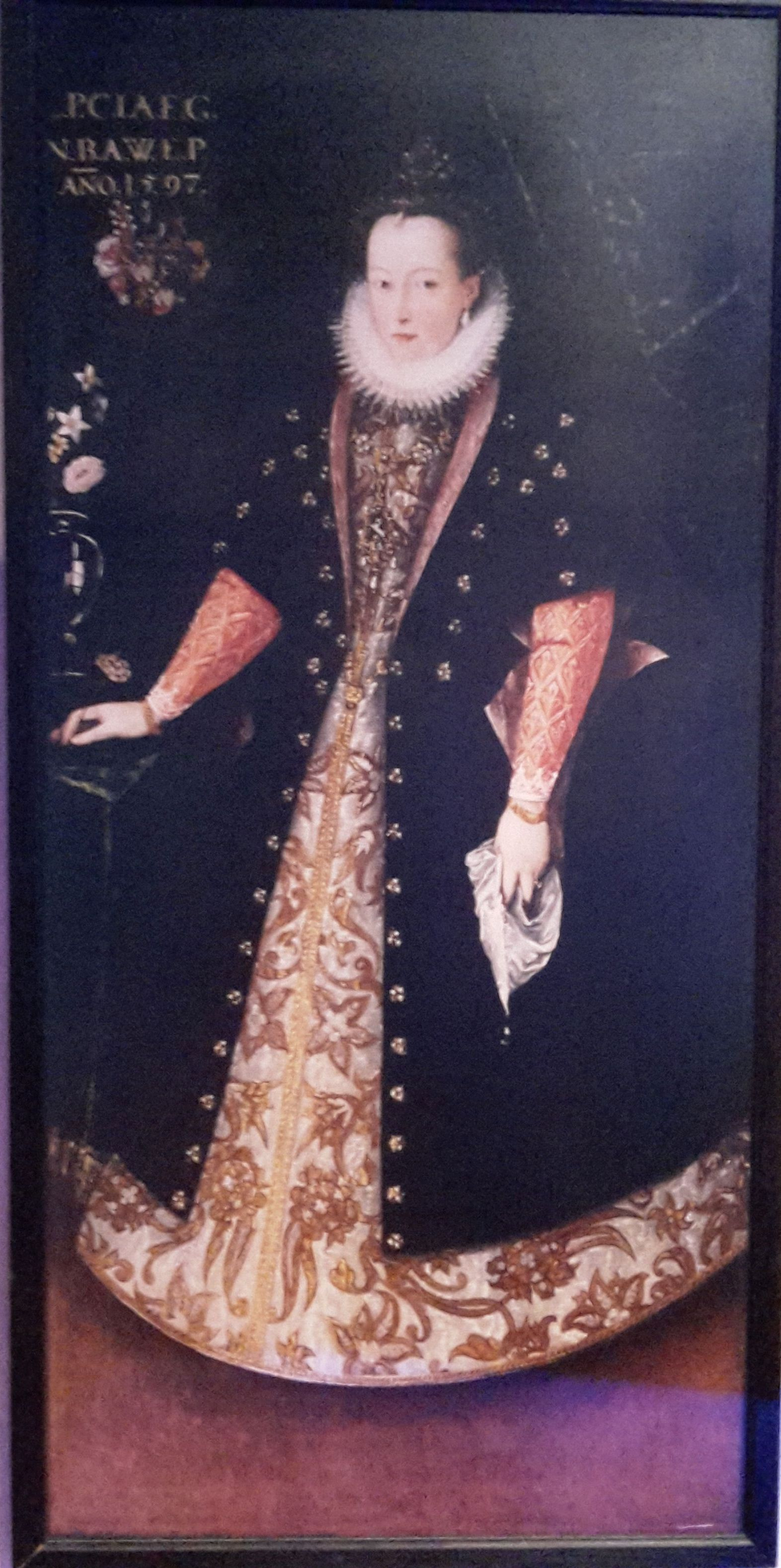
Eleonore Philippine von Welsperg

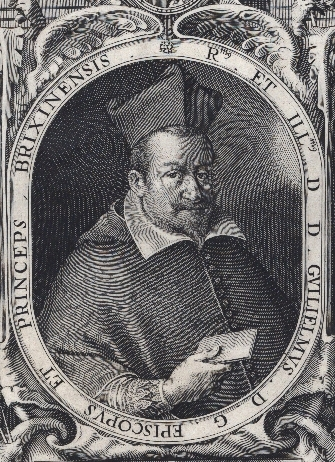
Wilhelm von Welsperg

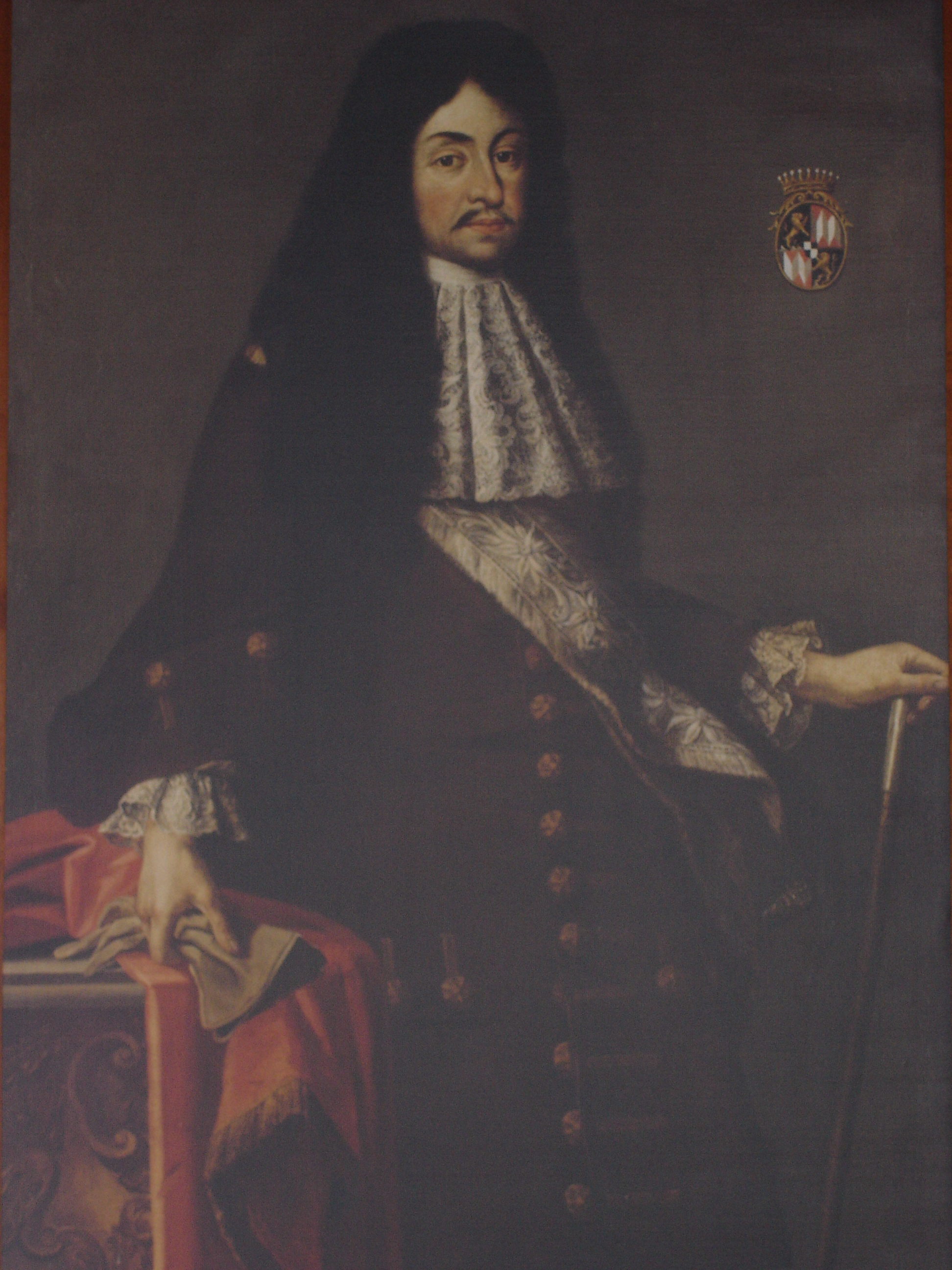
Christoph Sigmund von Welsperg

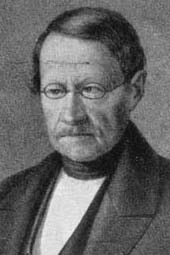
Karl von Welsperg

### Welsperg
1. Kaspar, Besitzer von Primiero; ⚭ Ursula von Villanders
  1. Johann (III.); ⚭ NN, Gründer der älteren Linie
    1. Ferdinand (Nachkomme in 6. Generation); ⚭ Barbara Kessler von Boymont

  2. Balthasar, Marschall († 1501), Gründer der jüngeren Linie; ⚭ Dorothea von Wolkenstein
    1. Christoph († 1508); ⚭ Veronika von Neydeck zu Anger
      1. Sigmund Johann (I.); 1.⚭ Margaretha Gräfin von Lupfen; 2.⚭ NN
        1. Christoph (I.) († 1580); ⚭ Dorothea Lucia Freiin von Firmian
          1. Sigmund Johann (II.), Freiherr († 1613); ⚭ Klara Gräfin von Hohenems
            1. Jakob Hannibal, Gründer der älteren Linie Primör
            2. Sigmund Wolf, Gründer der jüngeren Linie Raitenau

          2. Christoph, Freiherr († 1634); ⚭ Adalberta Gräfin Fugger von Kirchberg
            1. Wilhelm, Bischof von Brixen (1585–1641)

          3. Eleonore Philippine von Welsperg (1573–1614); ⚭ Kaspar Graf von Hohenems

### Welsperg-Primör
1. Jakob Hannibal, Freiherr (1593–1620); ⚭ Beatrix Gräfin Lodron
  1. Markus Sigmund († 1664); ⚭ Johanna Gräfin von Wolkenstein-Rodeneck
    1. Johann Sigmund († 1689); ⚭ Felicita Gräfin von Welsperg
      1. Johanna Felicitas (1682–1731); 1.⚭ Karl Anton Graf von Liechtenstein; 2.⚭ Bernadin Graf Künig von Ehrenburg

    2. Georg Bonaventura, Landoberst († 1692); ⚭ Katharina Euphemia Gräfin von Arz
      1. Friedrich Joseph, Graf (1677–1732); 1.⚭ Anna Gräfin von Thurn; 2.⚭ Josepha Gräfin Fugger von Kirchberg
        1. Johann Marquard (* 1732); ⚭ Aloisia Gräfin von Welsperg
          1. Johann Nepomuk (1765–1840); 1.⚭ Anna Gräfin von Taxis; 2.⚭ Karoline Gräfin von Wolkenstein-Trostburg, verw. Gräfin Colonna von Völs
          2. Marquard, Domherr in Trient († 1792)
          3. Maria Anna († 1828); ⚭ Alois Graf von Sarnthein
          4. Theresia Maria Antonia (1773–1840); ⚭ Joseph Edmund Graf Khuen von Belasy

        2. Felicia Francisca; ⚭ NN Freiherr von Rehlingen
        3. Johanna Karolina, Stiftsdame in Regensburg

      2. Karl Leopold (* 1680); ⚭ Josepha Freiin von Guttenberg
      3. Johann Franz, Domherr in Brixen († 1746)

    3. Anna Katharina; ⚭ Johann Otto Graf Fugger von Kirchberg
    4. Ferdinand Karl, Domherr in Brixen († 1697)

### Welsperg-Raitenau
1. Sigmund Wolf-Dietrich, Freiherr (1594–1647); ⚭ Helena Freiin von Wolkenstein-Rodenegg
  1. Christoph Sigmund, Hauszeugmeister (1625–1675); 1.⚭ Maria Anna Gräfin von Raitenau; 2.⚭ Katharina Benigna Gräfin von Wolkenstein-Rodeneck
    1. Guidobald Anastasius, Graf, Reg-Präsident (1655–1731); ⚭ Ursula Gräfin von Spaur
      1. Johann Karl Guidobald (1678–1723); 1.⚭ Violanta Gräfin Fugger von Kirchberg; 2.⚭ Johanna Freiin von Rost
        1. Joseph Ignaz (1702–1760); 1.⚭ Gabriele Gräfin Sprinzenstein; 2.⚭ Maria Theresia Gräfin von Waldburg-Trauchburg
          1. Philipp Nerius, Gouverneur (1736–1806); 1.⚭ Maximiliana Gräfin von Wallis; 2.⚭ Dominica Gräfin von Thurn-Valsassina-Bleiburg
            1. Karl Joseph Anton, Kreishauptmann (1779–1873); 1.⚭ Henriette Gräfin von Türkheim; 2.⚭ Maria Anna Gräfin von Thurn-Valsassina, verw. Gräfin von Steinach
              1. Eugen, k. k. Rittmeister (1808–1867); ⚭ Elisabeth Gräfin von Spaur
                1. Heinrich Karl (1850–1907); ⚭ Johanna Karoline Amalie Freiin von Moll

              2. Richard, Feldmarschall-Leutnant (1813–1878); ⚭ Maria Anna Gräfin von Thurn-Valsassina
              3. Wolf Dietrich, Oberst im Genie-Stab (1820–1903); ⚭ Emilie von Micheli

            2. Adelheid, Sternkreuzdame (* 1793); ⚭ Joseph Freiherr von Pach zu Hansenheim und Pernegg

### Thun-Hohenstein-Welsperg
1. Adelheid, Sternkreuzdame (* 1793); ⚭ Joseph Freiherr von Pach zu Hansenheim und Pernegg
  1. Anselma; ⚭ Franz Maria Graf von Thun-Hohenstein-Sardagna
    1. Arbogast Franz (1861–1935); ⚭ Olga Gräfin Henckel von Donnersmarck
    2. Antonio Pio (1871–1951); ⚭ Paula Gräfin von und zu Aichelburg
      1. Franz Alfons (1906–1968), durch Adoption Thun-Hohenstein-Welsperg

    3. Amadeo Maria (* 1875), durch Adoption Thun-Hohenstein-Welsperg

## Persönlichkeiten
- Guidobald von Welsperg (1655–1731), Landvogt, Kämmerer, Geheimrat und Regierungspräsident
- Johann von Welsperg († 1583), Tiroler Adliger, Kämmerer und Reichshofrat
- Johann Nepomuk von Welsperg (1765–1840), Tiroler Adliger und Staatsbeamter
- Karl von Welsperg (1779–1873), österreichischer Politiker und Kreishauptmann von Salzburg
- Richard von Welsperg (1813–1878), österreichischer Generalmajor und Feldmarschall-Leutnant
- Wilhelm von Welsperg (1585–1641), Bischof von Brixen, Hofratspräsident und Statthalter in Salzburg